# Phổ Quang
Phổ Quang là một phường thuộc thị xã Đức Phổ, tỉnh Quảng Ngãi, Việt Nam.

## Địa lý
Phường Phổ Quang nằm ở phía bắc thị xã Đức Phổ, có vị trí địa lý:
- Phía đông giáp Biển Đông
- Phía tây giáp phường Phổ Văn
- Phía nam giáp phường Phổ Minh và phường Phổ Vinh
- Phía bắc giáp xã Phổ An và xã Phổ Thuận.

Phường Phổ Quang có diện tích 11,01 km², dân số năm 2019 là 8.667 người, mật độ dân số đạt 787 người/km².

## Lịch sử
Sau năm 1945, Phổ Quang là một xã thuộc huyện Đức Phổ.
Từ năm 1954 đến năm 1958, chính quyền Sài Gòn đổi tên xã Phổ Quang thành xã Phổ Xuân thuộc quận Đức Phổ. Chính quyền cách mạng vẫn gọi là xã Phổ Quang như cũ.
Sau năm 1975, địa bàn xã Phổ Quang cũ thuộc xã Phổ An Quang, huyện Đức Phổ.
Ngày 24 tháng 3 năm 1979, chia xã Phổ An Quang thành 2 xã: Phổ An và Phổ Quang.
Ngày 10 tháng 1 năm 2020, Ủy ban Thường vụ Quốc hội ban hành Nghị quyết số 867/NQ-UBTVQH14 về việc sắp xếp các đơn vị hành chính cấp huyện, cấp xã thuộc tỉnh Quảng Ngãi (nghị quyết có hiệu lực từ ngày 1 tháng 2 năm 2020). Theo đó, thành lập phường Phổ Quang thuộc thị xã Đức Phổ trên cơ sở toàn bộ 11,01 km² diện tích tự nhiên và 8.667 người của xã Phổ Quang.